# U-573 (tàu ngầm Đức)
U-573 là một tàu ngầm tấn công  Lớp Type VII thuộc phân lớp Type VIIC được Hải quân Đức Quốc Xã chế tạo trong Chiến tranh Thế giới thứ hai. Nhập biên chế năm 1941, nó chỉ thực hiện được bốn chuyến tuần tra và đánh chìm được một tàu buôn tải trọng 5.289 GRT. Sau khi bị hư hại nặng do trúng mìn sâu thả từ máy bay Anh ngoài khơi Algiers và cố lết đến cảng Cartagena vào ngày 2 tháng 5, 1942, chiếc U-boat bị lưu giữ tại đây, và cuối cùng được Đức Quốc Xã bán cho Tây Ban Nha. Con tàu phục vụ cùng Hải quân Tây Ban Nha như là chiếc G-7, sau đổi tên thành S-01, cho đến năm 1970, và bị tháo dỡ sau đó.

## Thiết kế và chế tạo

### Thiết kế

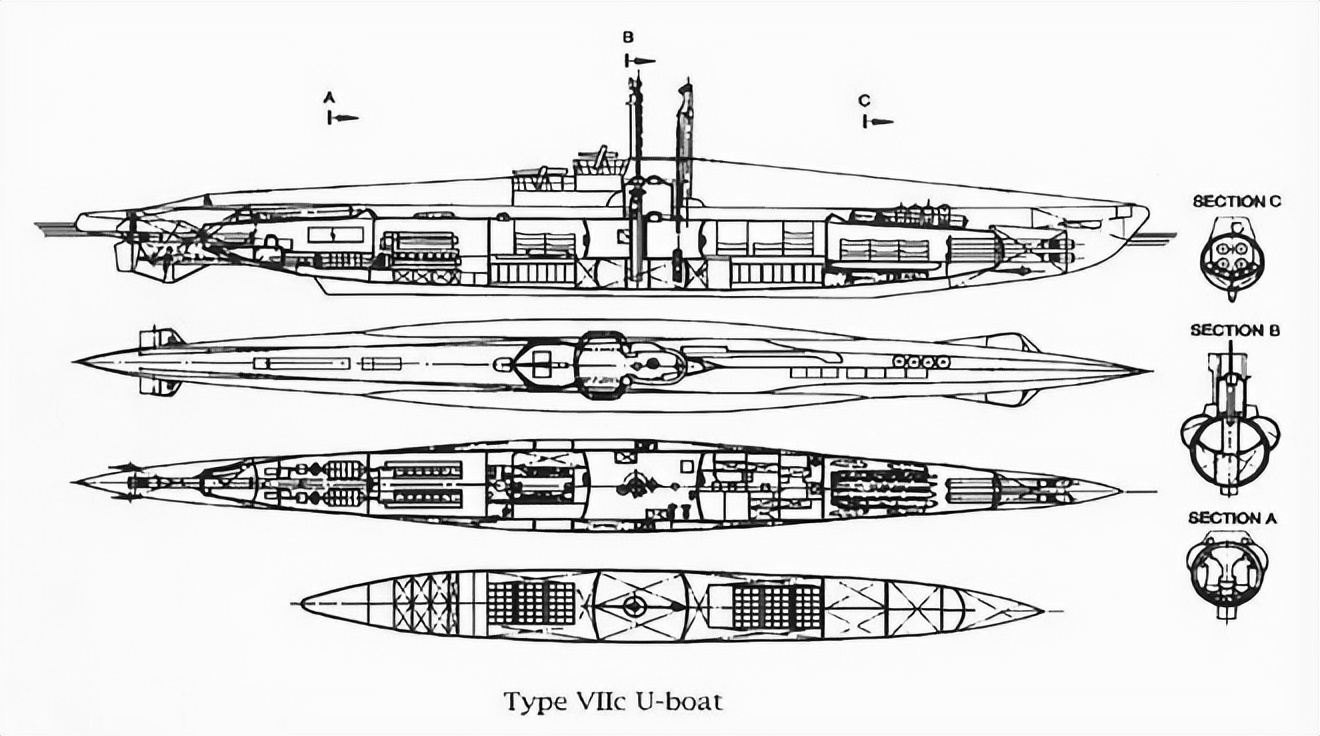
Sơ đồ các mặt cắt một tàu ngầm Type VIIC

Phân lớp VIIC của Tàu ngầm Type VII là một phiên bản VIIB được kéo dài thêm. Chúng có trọng lượng choán nước 769 t (757 tấn Anh) khi nổi và 871 t (857 tấn Anh) khi lặn). Con tàu có chiều dài chung 67,10 m (220 ft 2 in), lớp vỏ trong chịu áp lực dài 50,50 m (165 ft 8 in), mạn tàu rộng 6,20 m (20 ft 4 in), chiều cao 9,60 m (31 ft 6 in) và mớn nước 4,74 m (15 ft 7 in).
Chúng trang bị hai động cơ diesel Germaniawerft F46 siêu tăng áp 6-xy lanh 4 thì, tổng công suất 2.800–3.200 PS (2.100–2.400 kW; 2.800–3.200 bhp), dẫn động hai trục chân vịt đường kính 1,23 m (4,0 ft), cho phép đạt tốc độ tối đa 17,7 kn (32,8 km/h), và tầm hoạt động tối đa 8.500 nmi (15.700 km) khi đi tốc độ đường trường 10 kn (19 km/h). Khi đi ngầm dưới nước, chúng sử dụng hai động cơ/máy phát điện Garbe, Lahmeyer & Co. RP 137/c  tổng công suất 750 PS (550 kW; 740 shp). Tốc độ tối đa khi lặn là 7,6 kn (14,1 km/h), và tầm hoạt động 80 nmi (150 km) ở tốc độ 4 kn (7,4 km/h). Con tàu có khả năng lặn sâu đến 230 m (750 ft).
Vũ khí trang bị có năm ống phóng ngư lôi 53,3 cm (21 in), bao gồm bốn ống trước mũi và một ống phía đuôi, và mang theo tổng cộng 14 quả ngư lôi, hoặc tối đa 22 quả thủy lôi TMA, hoặc 33 quả TMB. Tàu ngầm Type VIIC bố trí một hải pháo 8,8 cm SK C/35 cùng một pháo phòng không 2 cm (0,79 in) trên boong tàu. Thủy thủ đoàn bao gồm 4 sĩ quan và 40-56 thủy thủ.

### Chế tạo
U-573 được đặt hàng vào ngày 24 tháng 10, 1939, và được đặt lườn tại xưởng tàu của hãng Blohm & Voss ở Hamburg vào ngày 8 tháng 6, 1940. Nó được hạ thủy vào ngày 17 tháng 4, 1941, và nhập biên chế cùng Hải quân Đức Quốc Xã vào ngày 5 tháng 6, 1941 dưới quyền chỉ huy của Hạm trưởng, Đại úy Hải quân Heinrich Heinsohn.

## Lịch sử hoạt động

### U-571
Sau khi hoàn tất việc huấn luyện trong thành phần Chi hạm đội U-boat 3, U-573 tiếp tục ở lại cùng đơn vị này để hoạt động trên tuyến đầu. 
Nó được điều sang Chi hạm đội U-boat 8 từ ngày 1 tháng 1, 1942 để hoạt động trong vùng biển Địa Trung Hải.

#### Chuyến tuần tra thứ nhất
U-572 xuất phát từ cảng Kiel, Đức vào ngày 27 tháng 9, 1941 cho chuyến tuần tra đầu tiên trong chiến tranh. Nó tiến ra Bắc Hải, rồi băng qua khe GI-UK giữa quần đảo Faroe và Iceland để vòng qua quần đảo Anh và hoạt động trong Bắc Đại Tây Dương cho đến tận phía Đông Newfoundland, Canada. Con tàu kết thúc chuyến tuần tra khi đi đến cảng St. Nazaire bên bờ Đại Tây Dương của Pháp đã bị Đức chiếm đóng, đến nơi vào ngày 15 tháng 11.

#### Chuyến tuần tra thứ hai và thứ ba
U-572 khởi hành từ St. Nazaire 7 tháng 12 cho chuyến tuần tra thứ hai bao gồm hai phần, với nhiệm vụ chuyển sang hoạt động tại khu vực Địa Trung Hải. Thành công trong việc băng qua eo biển Gibraltar được lực lượng Đồng Minh phòng thủ nghiêm ngặt vào ngày 18 tháng 12, chiếc tàu ngầm tiếp tục phóng hai quả ngư lôi đánh chìm tàu buôn Na Uy Hellen 5.289 GRT ba ngày sau đó, ở vị trí khoảng 4 nmi (7,4 km) ngoài khơi mũi Negro, Maroc. Chiếc U-boat kết thúc chuyến tuần tra khi đi đến cảng Pola, Ý (nay là Pula thuộc Croatia) vào ngày 30 tháng 12.
U-572 thực hiện chuyến tuần tra tiếp theo, cùng bắt đầu và kết thúc tại Pola, từ ngày 2 tháng 2 đến ngày 6 tháng 3, 1942. Nó đã hoạt động tại vùng biển Đông Địa Trung Hải ngoài khơi Libya và Ai Cập, nhưng đã không đánh chìm được mục tiêu nào.

#### Chuyến tuần tra thứ tư – Bị chiếm giữ
U-572 xuất phát từ cảng Pola vào ngày 2 tháng 4 cho chuyến tuần tra thứ tư, cũng là chuyến cuối cùng, và đã hoạt động tại khu vực Tây Địa Trung Hải giữa Tây Ban Nha và Algérie. Nó gặp trục trặc động cơ trong ngày 29 tháng 4, và sang ngày 1 tháng 5 đã bị các máy bay ném bom Lockheed Hudson thuộc Liên đội 233 Không quân Hoàng gia Anh thả mìn sâu tấn công ở vị trí về phía Bắc Algiers. Bị ngập nước, rò rỉ nhiên liệu và hỏng cả hai động cơ diesel, chiếc U-boat xoay sở và cố lết được đến cảng Cartagena, Tây Ban Nha vào ngày 1 tháng 5.
Thông lệ quốc tế chỉ cho phép tàu chiến ở lại một cảng trung lập trong vòng 24 giờ để sửa chữa khẩn cấp trước khi bị chiếm giữ. Tuy nhiên chính phủ Tây Ban Nha thân Phát-xít của tướng Francisco Franco dành cho U-572 một thời hạn ba tháng để sửa chữa, làm dấy lên sự phản đối quyết liệt của Đại sứ quán Anh tại Madrid. Đại úy hạm trưởng Heinsohn đã bay từ Madrid đến Stuttgart vào ngày 19 tháng 5, và tiếp tục đi đến Berlin để thảo luận vấn đề của con tàu với Bộ Tổng chỉ huy U-boat Đức; ông quay trở lại Cartagena ngang qua miền Nam nước Pháp vào ngày 28 tháng 5. Khi nhận ra thời hạn ba tháng là không đủ để sửa chữa con tàu, Hải quân Đức Quốc Xã bán con tàu cho Tây Ban Nha với giá 1,5 triệu Reichsmark. Ngày 2 tháng 8, một ngày trước khi thời hạn ba tháng kết thúc, chiếc U-boat nhập biên chế cùng Hải quân Tây Ban Nha như là chiếc G-7.
Thủy thủ đoàn của U-573 bị lưu giữ tại Cartagena trước khi được phóng thích dần dần theo từng nhóm 2-3 người, năm người sau cùng cùng với Đại úy Heinsohn được phóng thích vào ngày 13 tháng 2, 1943. Ông quay trở lại Gotenhafen (nay là Gdynia thuộc Ba Lan), rồi đến tháng 3 lại được phái đến căn cứ Brest, Pháp để chỉ huy tàu ngầm U-438. Ông tử trận cùng toàn bộ thủy thủ đoàn của U-438 hai tháng sau đó.

### G-7/S-01
Công việc sửa chữa và tân trang lại con tàu bắt đầu từ tháng 8, 1943, nhưng phải mất bốn năm mới hoàn tất. Những hư hại do mìn sâu từ máy bay Anh thả xuống đã gây ra những hư hại nghiêm trọng hơn so với ước lượng ban đầu cùng những khó khăn trong việc nhận được sự hỗ trợ kỹ thuật và vật tư phụ tùng từ Đức vào giai đoạn cuối Thế Chiến II và những năm sau đó. Ngoài ra còn do tình trạng inh tế yếu kém của Tây Ban Nha sau cuộc nội chiến. Công việc hoàn tất vào đầu năm 1947, và G-7 được tái biên chế vào ngày 5 tháng 11, 1947.
Cho dù tàu ngầm Type VIIC đã trở nên lạc hậu vào lúc Thế Chiến II chấm dứt, G-7, không có radar và không được trang bị ống hơi, vẫn là tàu ngầm hiện đại nhất của Hải quân Tây Ban Nha, vì những chiếc khác, bao gồm hai chiếc nguyên của Ý và bốn chiếc đóng trong nước, đều được chế tạo từ đầu thập niên 1930. Đến năm 1951, nó được cải tiến với ống hơi do hãng đóng tàu Empresa Nacional Bazán thiết kế, nhưng không được tận dụng sau khi Hải quân Tây Ban Nha mua lại tàu ngầm USS Kraken của Hoa Kỳ.
Vào năm 1961, Hải quân Tây Ban Nha được tái tổ chức, nên G-7 được đổi tên thành S-01. Nó xuất biên chế vào ngày 2 tháng 5, 1970, và sau khi những nỗ lực nhằm bảo tồn con tàu thất bại, chiếc tàu ngầm đã bị tháo dỡ.

### Tóm tắt chiến công
U-573 đã đánh chìm được một tàu buôn tải trọng 5.289 GRT:
| Ngày              | Tên tàu | Quốc tịch | Tải trọng | Số phận      |
| ----------------- | ------- | --------- | --------- | ------------ |
| 21 tháng 12, 1941 | Hellen  | Norway    | 5.289     | Bị đánh chìm |